# オールドマン・ローガン
オールドマン・ローガン（Old Man Logan）は、マーベル・コミックのキャラクターであるウルヴァリンのオルタナティブ版である。キャラクターはスーパーヴィランによってスーパーヒーローが全滅させられた可能性の未来世界であるアース-807128のウルヴァリンである。もともとはマーク・ミラー脚本、スティーブ・マクニーブン作画のオンゴーイング・シリーズ『ウルヴァリン』で自己完結型の物語として紹介され、キャラクターはファンから大きな人気を得た。ウルヴァリンの死後、X-23がウルヴァリンの名を継いだが、オールドマン・ローガンはX-メンの一員となり、また自身が主役のオンゴーイング・シリーズにも登場する。

## 出版上の歴史
出版上ではオールドマン・ローガンはマーク・ミラーがライターを務めていた時の『ファンタスティック・フォー』で初登場し、キャラクターは高齢化したウルヴァリンであると暗示されていた。『Wolverine: Old Man Logan』のストーリーラインはマーク・ミラー脚本、スティーブ・マクニーブン作画の時のオーンゴーイング・シリーズ『ウルヴァリン』で2008年6月より始まった。『ウルヴァリン』第66号から第72号まで続き、2009年9月の『ウルヴァリン・ジャイアントサイズ・オールドマン・ローガン』で完結した。
2015年に『シークレット・ウォーズ』のストリーラインが展開されると、ブライアン・マイケル・ベンディス脚本、アンドレア・ソレンティーノ作画によるリミテッド・シリーズ『オールドマン・ローガン』が刊行される。さらにそのストーリーは2016年1月から始まった同名のオンゴーイング・シリーズに引き継がれ、脚本はジェフ・レミア、作画はソレンティーノが務めた。

## キャラクターのバイオグラフィ

### オリジナル・ストーリー
スーパーヴィランによりアメリカ合衆国が占領され、各地はそれぞれアボミネーション（後にハルクに敗北）、マグニートー（後に新生キングピンに敗北）、ドクター・ドゥーム、そして大統領を自称するレッドスカルによって分割統治された未来。ヒーローのほとんどは死に絶え、僅かに残った生存者たちは隠れて生き延びていた。ローガンはハルクランド（かつてのカリフォルニア州サクラメント）の不毛の地で妻のモーリーンと幼い子供のスコッティとジェイドと共に過ごしていた。ローガンは領主であるハルク・ギャング（ハルクとその従姉妹のシー・ハルクの近親相姦で生まれたヒルビリー風の孫たち）から家賃の支払いを迫られたため、謎の荷物（ローガンはドラッグの類だと思っている）を届ける盲目のホークアイを東海岸にある首都のニューバビロンまで送り届ける仕事を引き受ける。
ローガンとホークアイは旅の途中でいくつかの障害にぶつかる。2人はホークアイの娘のアシュレイ・バートン（スパイダーガールと似た格好をしている）を新生キングピンから救出に向かう。解放された彼女は直後にキングピンを殺害し、ハンマーフォールズ（かつてのラスベガス）の新たな支配者になるつもりであることを明かす。
都市を脱出し、さらに地下のモーロイドをかわした2人は今度はヴェノム・シンビオートに寄生された恐竜（サベッジランドから輸入された）に襲われる。2人はホワイトクイーンとブラックボルトにより救出され、テレポートさせられる。
ストーリーを通してヴィラン軍がヒーローを総攻撃した日に「ウルヴァリン」としての自分が死亡し、ローガンが爪を使わなくなった（ただし後に『Old Man Logan』第14号（2016年）でサイレント・オーダーの指導者を倒すために一度だけ使っていた姿が描かれる）ことが明らかにされる。回想で40人のスーパーヴィラン軍がX-マンションを襲撃した夜が描かれる。他のチームメイトの姿が見られない中ウルヴァリンはミュータントの子供達を守るために次々とヴィランを殺害する。だが最後の「襲撃者」であるブルズアイを殺した直後、ウルヴァリンはミステリオの幻術能力に騙されており、敵だと思い込んで殺した者はX-メンの仲間たちだったことに気づく。錯乱したウルヴァリンはマンションから逃げ出し、彷徨い歩いた末に貨物列車が迫る線路の中へと飛び込んだ。ヒーリング・ファクターのお陰で死ぬことはなかったが、彼は「ウルヴァリン」としての自分を殺した。

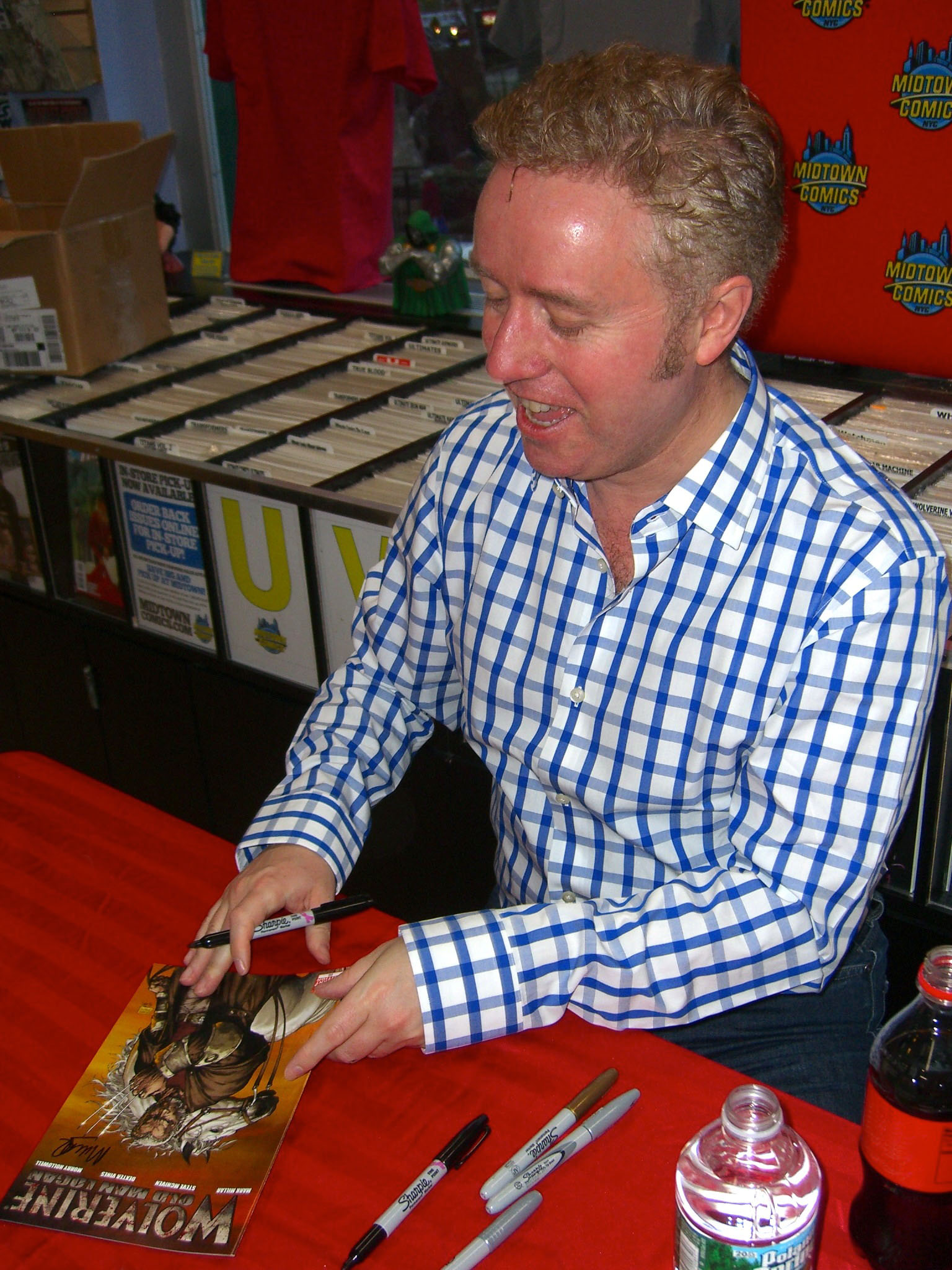
マンハッタンのミッドタウン・コミックスでコレクテッド・エディションにサインをするライターのマーク・ミラー。

首都へと到着するとホークアイはアベンジャーズのような新チームの設立を目指す地下レジスタンス組織に荷物を渡す。荷物の中身は軍隊を結成できる量の超人兵士血清だったが、ホークアイの正体はS.H.I.E.L.D.の工作員であった。工作員はホークアイを殺害し、ローガンも撃つ。ローガンの身体は治癒され、スーパーヒーローの武器や衣裳を飾られているレッドスカルの記念品室で目覚める。ローガンは爪を使わずに手下たちを倒し、キャプテン・アメリカの盾でレッドスカルを斬首する。ローガンは金を奪い取り、アイアンマンのアーマーを使って自宅へと飛ぶ。
自宅へとたどり着いたローガンであったが既に家族はハルクギャングによって殺され、死体となっていた。結果、ローガンはついに爪を解き放つこととなる。彼はハルクの孫のボー、ボビー・ジョオ、チャーリー、エルロッド、ユースタス、ルーク、オーティス、ルーファス、ウッディを次々と殺害し、そして年老いたブルース・バナーのもとへとたどり着く。放射能の影響で気が狂ったと言われるバナーは、ローガンの家族を殺したのは見せしめのためではなく、「スーパーヴィランの領主」に飽きたのでウルヴァリンと戦いたかったのだと語る。巨大なハルクへと変身したバナーはローガンを食い殺そうとするが、胃の中で回復した彼によって引き裂かれて死亡する。その後彼は赤ん坊のブルース・バナー・ジュニアを連れ去っていく。ローガンは家族を葬り、隣人たちにヴィランの支配を終わらせて平和を取り戻す計画を語る。新たなスーパーヒーローチームの一員であるブルース・バナー・ジュニアを背負い、ローガンは夕日の方へと去って行く。

### 『シークレット・ウォーズ』（2015年）
全てのマルチバースが破壊され、バトルワールドが創造された時、ローガンはバトルワールドの領地の1つであるウェイストランドに転生する。どうやってバトルワールドに来たのかはわからなかったが、彼は元の世界の記憶は残していた。世界をより良くすると宣言した彼はポーカーを楽しんでいたグラディエーターとフライング・デビルズを殺害し、彼らの人身売買組織を潰して捕らわれていた人々を解放する。その後ダニエル・ケイジに会いに戻るローガンは空から落下してくるウルトロン・センチネルの頭部を目撃する。ブルース・ジュニアとダニエルが住む家に戻った後、ウルトロンの頭部の出処を調べるローガンはハンマーフォールズを訪れ、瀕死のエマ・フロストと会う。頭部がウェイストランズの向こう側から来たことを知ったローガンは自身の住む領地を超えて旅を始める。
ローガンが国境を乗り越えようとするとソー・コァの1人が彼に接近する。彼女はローガンがドクター・ドゥームの法を犯したとして電撃で攻撃し、それにより彼はドメイン・オブ・アポカリプスに吹き飛ばされる。ソーの攻撃による火傷が癒えたローガンはクリード（ホースメン・オブ・アポカリプスの1人）とその兵士に攻撃されるが、X-メンにより助けられて彼らの隠れ家へと連れて行かれる。彼らはそこでアポカリプスと他のホースメンの襲撃を受ける。
直後に始まった戦闘は以前にローガンを襲ったソーの介入で中断され、彼女がアポカリプスと口論を始めるとローガンは逃げ隠れる。怒ったソーはX-メンとホースメンの両方に雷撃を浴びせ、ローガンを探し始める。彼女が領域を隔てる壁の付近に現れるとそこをよじ登るローガンの攻撃を受ける。怒った彼女がローガンに雷撃を浴びせると彼は今度は隣の領域であるテクノポリスに落下する。ローガンはバロン・スタークとこの領域のソーであるグランド・マーシャル・ローズによりスターク・タワーへと連れて行かれる。傷が癒えたローガンはローズと戦うが敗北し、ドゥームの法を破った罰としてデッドランドへと追放される。
デッドランドで目覚めたローガンは襲ってくるゾンビの群れを退け、洞窟へと避難し、そこで長年暮らしていたという未感染のシー・ハルクを見つける。2人がゾンビに襲われるとシー・ハルクはローガンを救うために彼を掴んで壁の向こう側へと投げ飛ばし、自らを犠牲とする。ローガンが飛ばされたのはキングダム・オブ・マンハッタンと呼ばれる領域であった。
数年ぶりの文明世界をさまよっていたローガンはこの領域のジーン・グレイとエマ・フロストに会う。2人はローガンを残りのX-メンと「彼の」息子であるジミー・ハドソンに会わせる。その後ローガンはゴッド・エンペラー・ドゥームに反乱するキングダム・オブ・マンハッタンのスーパーヒーローたちを率いる。事件後、ローガンは新たな世界で目覚める

### オールニュー・オールディファレント・マーベル
ローガンはアース-616のニューヨークで目覚める。どのようにしてここへ来たのかはわからないが、彼は過去の記憶を残していた。破滅的な未来のなるのを防ぐと決意したローガンの最初の敵は彼の未来でスコッティ・ローガンの野球帽を盗んだマイナーヴィランのブラック・ブッチャーであった。ローガンは直ぐに彼を殺す。
ローガンはブラック・ブッチャーの作業場を使って準備をする。彼はハルクがマンハッタンに居ることをラジオで知り、戦いを挑むが、そのハルクの正体がブルース・バナーではなくアマデウス・チョウであることを知る。警察から逃げたローガンはブルックリンのホークアイのアパートに助けを求めるが、そこで見つけたのはケイト・ビショップであった。

## 他のバージョン

### 『ファンタスティック・フォー』
老いたスーザン・ストーム率いる新生ディフェンダーズがコズミック・エナジーを使って荒廃した世界を復興させるために時間を旅している際にオールドマン・ローガンとブルース・バナー・ジュニアが登場する。

## 他のメディア

### 映画
- 『オールドマン・ローガン』は映画『X-MEN』シリーズでヒュー・ジャックマンが演じるローガンが登場する最後の作品である2017年『LOGAN/ローガン』にインスピレーションを与えている[18]。映画はコミックのオリジンが取り入れられており、X-メンの仲間が死亡してから数年後の荒廃した世界を舞台にヒーリング・ファクターが衰えて老化したローガンが描かれる。

### コンピュータゲーム
- 『Marvel Heroes』ではエマ・フロスト、ホークアイ、ウルヴァリンの『オールドマン・ローガン』のオルタナティブ・コスチュームが存在する[19][20][21]。
- モバイルゲーム『MARVEL オールスターバトル（英語版）でオールドマン・ローガンがプレイアブル・キャラクターとして登場する[22]。
- モバイルゲーム『マーベル・パズルクエスト（英語版）』でオールドマン・ローガンがプレイアブル・キャラクターとして登場する[23]。

## コレクテッド・エディション
| タイトル                                        | 収録内容                                             | 出版日         | ISBN              |
| ----------------------------------------------- | ---------------------------------------------------- | -------------- | ----------------- |
| Wolverine: Old Man Logan                        | Wolverine Vol. 3 #66–72, Giant-Size Old Man Logan #1 | 2010年9月22日  | 978-0785131724    |
| Wolverine: Old Man Logan Vol. 0: Warzones       | Old Man Logan Vol. 1, #1–5                           | 2015年12月8日  | 978-0785198932    |
| Wolverine: Old Man Logan Vol. 1: Berzerker      | Old Man Logan Vol. 2, #1–4                           | 2016年7月26日  | 978-0785196204    |
| Wolverine: Old Man Logan Vol. 2: Bordertown     | Old Man Logan Vol. 2, #5–8                           | 2016年10月25日 | 978-0785196211    |
| Wolverine: Old Man Logan Vol. 3: The Last Ronin | Old Man Logan Vol. 2, #9–13                          | 2016年12月27日 | 978-1-302-90314-5 |

## 日本語版
| タイトル                             | 収録内容                                             | 出版社             | 翻訳者   | 出版日        | ISBN           |
| ------------------------------------ | ---------------------------------------------------- | ------------------ | -------- | ------------- | -------------- |
| ウルヴァリン: オールドマン・ローガン | Wolverine Vol. 3 #66–72, Giant-Size Old Man Logan #1 | ヴィレッジブックス | 秋友克也 | 2017年5月12日 | 978-4864913324 |